# Zanapa 1.ª Sección
Zanapa 1.ª Sección es una localidad del municipio de Huimanguillo ubicado en la subregión de la Chontalpa del estado mexicano de Tabasco.

## Geografía
La localidad de Zanapa 1.ª Sección se sitúa en las coordenadas geográficas 17°57′24″N 93°50′59″O / 17.956667, -93.849722, a una elevación de 9 metros sobre el nivel del mar.

## Demografía
Según el Conteo de Población y Vivienda 2020, efectuado por el Instituto Nacional de Estadística y Geografía, la localidad de Zanapa 1.ª Sección tiene 649 habitantes, de los cuales 329 son del sexo masculino y 320 del sexo femenino. Su tasa de fecundidad es de 2.52 hijos por mujer y tiene 187 viviendas particulares habitadas.
| Gráfica de evolución demográfica de Zanapa 1.ª Sección entre 1980 y 2020 |
|                                                                          |
| INEGI.                                                                   |